# Einar Sverdrup
Einar Sverdrup, né le 18 décembre 1895 et mort le 13 mai 1942, est un ingénieur des mines et homme d'affaires norvégien, directeur de la Store Norske Spitsbergen Kulkompani basée au Svalbard. Pendant la Seconde Guerre mondiale, il est officier des forces armées norvégiennes exilées en Grande-Bretagne et se porte volontaire pour une mission au Svalbard, l'opération Fritham décidée par l'amirauté britannique et le gouvernement norvégien en exil. Il y trouve la mort.

## Famille, études et carrière civile
Einar naît à Solund, il est le fils d'Agnes (Vollan) et de l'universitaire Johan Edvard Sverdrup (en). Son grand-père Harald Ulrik Sverdrup, son grand-oncle Johan Sverdrup et son oncle Jakob Sverdrup (en) sont des hommes politiques.
Einar Sverdrup étudie le génie minier aux États-Unis et à l'École polytechnique (Norges tekniske høgskole NTH) de Trondhjem. En 1923, il épouse Dagny Lorck, le couple s'installe à Bærum, ils ont trois enfants. Sverdrup est nommé directeur de la Store Norske Spitsbergen Kulkompani, une compagnie minière norvégienne basée dans le Svalbard.

## Guerre Mondiale
Au début de la Seconde Guerre mondiale, la production de charbon du Svalbard est exportée vers la Norvège et  la Russie. En mai 1940, les Allemands occupent la Norvège mais n'envahissent pas le Spitzberg. Cependant lorsqu'en juin 1941 l'Allemagne lance l'opération Barbarossa, visant à envahir la Russie, l'amirauté britannique réagit. Elle pense que de laisser le Spitzberg inoccupé est une invite faite aux Allemands et décide d'agir. En septembre 1941, Einar Sverdrup parvient à rejoindre la Grande-Bretagne. Sa connaissance du Svalbard et des mines font de lui un homme précieux pour l'état-major britannique. Il est très vite impliqué dans un plan visant à empêcher les Allemands de s'emparer des mines, l'opération Fritham. Il est désigné comme officier commandant l'expédition avec le grade de lieutenant-colonel.
L'opération, comprenant 82 hommes, débute le 30 avril 1942, à bord du brise-glace Isbjørn sur lequel embarque Sverdrup, et d'un chasseur de phoques, le Selis. Les deux navires voguent de concert vers le Spitzberg lorsque le 13 mai, ils sont repérés par un avion de reconnaissance allemand à l'embouchure de l'Isfjorden. Le 14 mai, ils sont attaqués par quatre Focke-Wulf Fw 200 Condors de la Luftwaffe. L’Isbjørn coule et le Selis est en feu. Quatorze hommes sont tués, dont le lieutenant-colonel Sverdrup.

## Hommages posthumes
Einar Sverdrup reçoit à titre posthume la croix de guerre norvégienne et un village du Svalbard, proche du lieu de débarquement prévu, est nommé en son honneur Sverdrupbyen (en norvégien : « ville de Sverdrup » ).